# Jan Čáp (pedagog)
Jan Čáp (17. září 1906 Soběslav – 10. září 1944 Domažlice) byl český pedagog a vlastenec. Poté, co absolvoval učitelský ústav v Praze, zažádal o pracovní místo v českém pohraničí. V roce 1937 získal místo učitele v tehdy Starém Postřekově (dnes Postřekov). Čápovi oblíbení autoři byli známí chodští spisovatelé Jan Vrba a Jindřich Šimon Baar. I kvůli četbě jejich knih si Jan Čáp Chodsko ihned zamiloval. Po okupaci byl kvůli vlasteneckému smýšlení propuštěn a mělo následovat přeložení do Protektorátu Čechy a Morava. Jan Čáp ale neuposlechl nařízení ohledně jeho přeložení, když prohlásil, že neuznává německou okupaci a že Postřekov, který mu tak přirostl k srdci, neopustí. Svými názory navíc schvaloval atentát na Hitlera, a ještě k tomu se stýkal se zajatci. Kvůli jeho vlasteneckému smýšlení ho obyvatelé Mlýnce (německá část Postřekova) udali německým úřadům.

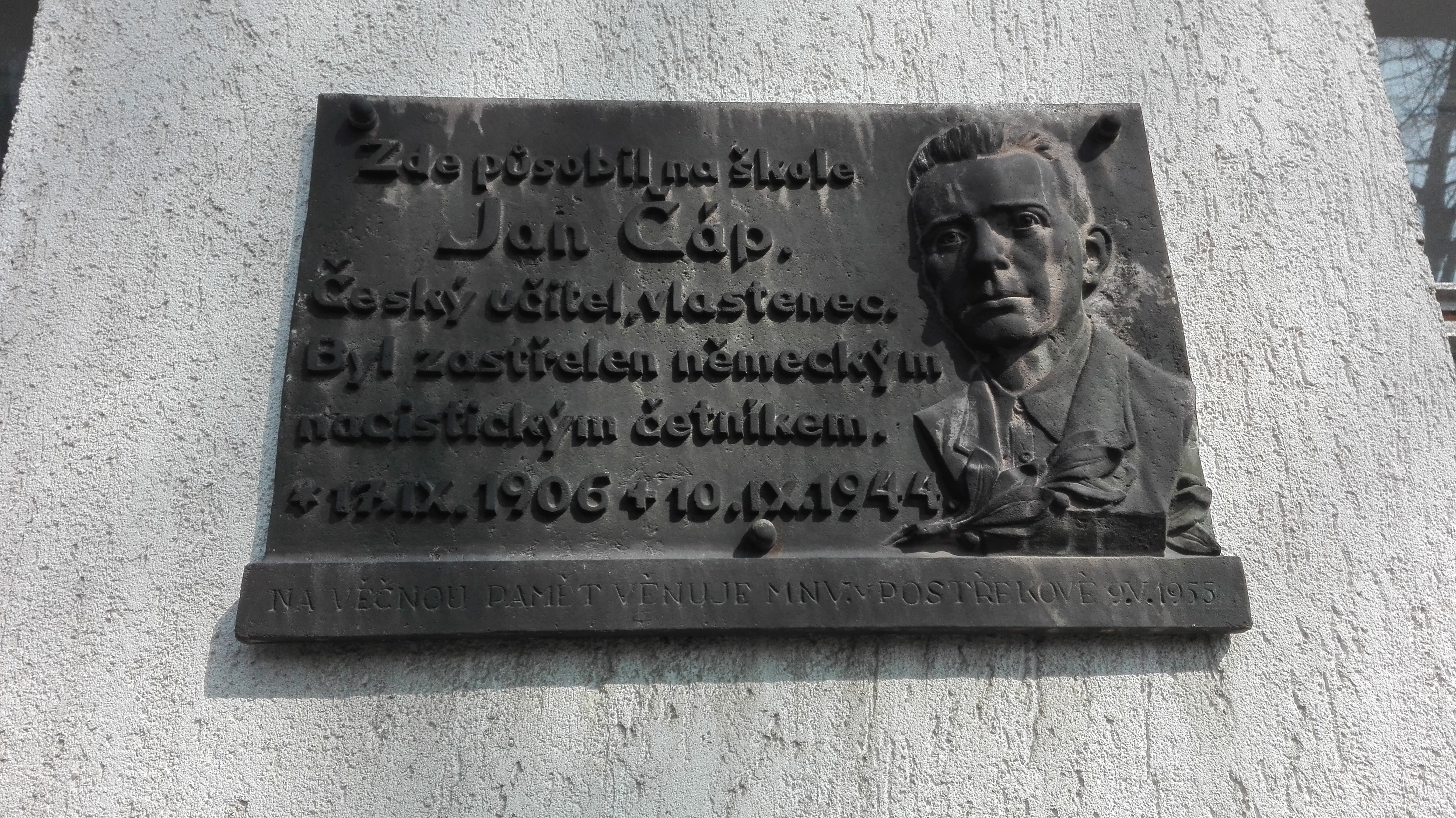
Pamětní deska Jana Čápa na budově bývalé ("staré") školy v Postřekově

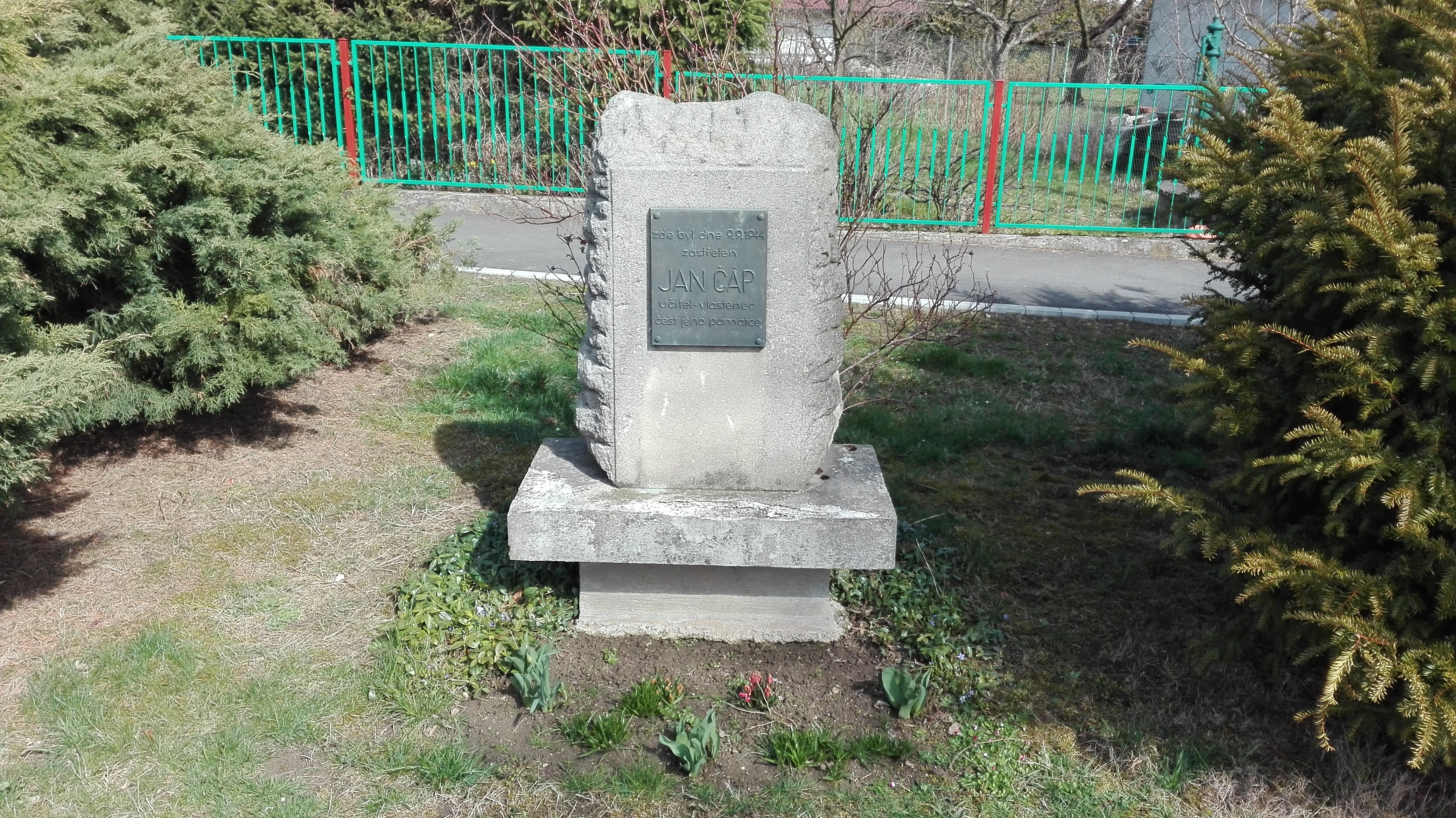
Pomník Jana Čápa v Postřekově

Dne 9. září 1944 byl Jan Čáp zatčen německým četníkem Valentou, který ho spoutal a vedl do nedalekého Klenčí pod Čerchovem (asi 3 km). Jan Čáp ale četníka Valentu tlačícího kolo srazil ramenem na zem a začal utíkat. Valenta se brzy vzchopil a začal Čápa pronásledovat skrz vesnici. Vystřelil na něj celkem sedmkrát, při čemž poslední rána ho trefila do hlavy, když přelézal v dolní části vsi nízkou hradbu. Poté byl převezen do nemocnice v Domažlicích, kde následující den zemřel. O 3 dny později (12. září) byl pohřben na domažlickém hřbitově za velké účasti obyvatelů Postřekova. V roce 1956 Čápovi bratři nechali převézt jeho ostatky do jejich rodinného hrobu ve Velvarech. Na jeho počest dnes v Postřekově najdeme Pamětní desku na budově bývalé školy a rovněž zde najdeme pomník, který stojí v místech, kde byl Jan Čáp zastřelen.